# UZ Большого Пса
UZ Большого Пса (лат. UZ Canis Majoris) — одиночная переменная звезда в созвездии Большого Пса на расстоянии приблизительно 3069 световых лет (около 941 парсека) от Солнца. Видимая звёздная величина звезды — от +12m до +10,18m.

## Характеристики
UZ Большого Пса — красный яркий гигант, пульсирующая полуправильная переменная звезда типа SRC (SRC) спектрального класса M6II.